# Signal Iduna
SIGNAL IDUNA este o companie germană ce oferă servicii financiare și de asigurare. Compania are sediile principale localizate în Dortmund și Hamburg. Activitatea principală a Signal Iduna este reprezentată de oferirea de polițe de asigurare private dedicate segmentului corporate. 